# Гуардьягреле
Гуардьягре́ле (итал. Guardiagrele; на местном диалекте — La ’Uàrdije) — коммуна в Италии, расположена в регионе Абруццо, подчиняется административному центру Кьети.
Население составляет 9662 человека (на 2004 г.), плотность населения составляет 177 чел./км². Занимает площадь 56 км². Почтовый индекс — 66016. Телефонный код — 0871.
Покровителем коммуны почитается святой Донат из Ареццо. Праздник ежегодно празднуется 7 августа.